# ノースイースタン州立大学
ノースイースタン州立大学（Northeastern State University、略:NSU）は、オクラホマ州タレクアに位置しているアメリカ合衆国の総合州立大学である。
チェロキー族インディアンの女学校として1851年に創立。1909年3月6日に州立大学に移行。2009年3月6日に州立大学として創立100周年を迎え、キャンパス内では盛大にセレモニーが開催された。移行以前から数えると150年を越える長い歴史を持つ大学である。生徒数約10,000人。
NSUのキャンパスはメインとなるTahlequah campusの他に、 Broken ArrowとMuskogee campusがある。主な学部となるのは、ビジネス系を勉強するBusiness&Technology、文学などの一般教養科目のLiberal Arts、教育のEducation、眼について勉強する検眼科Optometry、一般に理系と言われる物理や化学、そして保健的な勉強をするHealth & Science Professionsの５つからなる総合大学。

## スポーツ
NSUには主に以下のスポーツ競技チームがある。
- フットボール
- 野球
- ソフトボール（女子）
- バスケットボール（男女）
- サッカー（男女）
- ゴルフ（男女）
- テニス（男女）

これらの競技の中で最も盛り上がるのがフットボールである。フットボールはアメリカで人気のあるスポーツの一つであるが、NSUでもシーズンになると多くの生徒と地元の住人がフットボール場へと足を運ぶ。しかし、ディビジョンIIにもかかわらず、ここ数年の結果はいまひとつのようだ。一方の人気スポーツであるバスケットボールは、2003年に男子バスケットボール部がディビジョンIIで全米チャンピオンに輝くという功績がある。

## 大学生活
在学している生徒たちの行きつけのレストランなどがタレクアキャンパスから徒歩で行ける位置にいくつかある。
- イグアナカフェ (Iguana Cafe) - キャンパスから約徒歩３分のところに位置し、ピザやサンドウィッチなどを食べることが出来る。どのメニューもオリジナルで休日やランチタイムには生徒や教授がよく集まるカフェである。→2021年現在、閉店していることが確認されている
- サム＆エラスチキンプレイス (Sam & Ella's Chicken Palace ) - キャンパスから約徒歩３分でイグアナカフェの道路の反対側に位置している。主にピザが中心で、ピザのボリュームと比べて値段はお手頃でお腹一杯になる満足できるピザ屋。

また、週末の夜などになると生徒たちはクラブや飲み屋などに飲みに出かけて一週間の疲れを癒しに行く。
- Club Effx - タレクアキャンパスから約徒歩５分に位置する。週末などは生徒などでいっぱいになり、ダンスやビリヤードなどをして楽しむ。
- Neds - タレクアキャンパスから徒歩５分に位置するBAR。21歳未満は店に入ることは出来ず、制限はあるものの、週末だけに留まらず、平日から飲みに行く生徒も少なくない。オシャレなカクテルなども飲むことができ、女性にも人気のBARである。

NSUでは何種目かの校内スポーツ大会がセメスター毎に開催され、多くの生徒がチームを組んで参加する。
主な種目がサッカー、ソフトボール、フラッグフットボール、オールパスフットボール、5対5バスケットボール、3対3バスケットボール、ビーチバレー、室内バレー、テニスなどがある。

## 組織
男子学生によるFraternityと呼ばれる学生組織や、女子学生によるSororityと呼ばれる組織がある。
Fraternityは12ものグループから成り立ち、パーティーや学内のスポーツ大会などに参加する。主なFraternityのグループとして[Sigma Kappa Sigma]や[Tau Kappa Epsilon]などがある。
またSororityも同じく7つのグループから成り立ち、パーティーやスポーツ大会になどに参加する。主なSororityのグループは[Alpha Sigma Alpha]や[Delta Zeta]などがある。

### その他組織
- RHA (Residence Halls Association)
- NAB (Northeastern Activities Board)
- NSGA (Northeastern Student Government Association)

## 著名な出身者
NSUを代表する卒業生の中で一番生徒の中でも有名なのがキャリー・アンダーウッドである。第４回アメリカンアイドルで優勝を果たし、現在はアメリカンポップカントリーシンガーとして全米で活躍中。
NSU内ではSigma Sigma Sigma Sororityのメンバーだった。